# 낙동초등학교 신상분교
낙동초등학교 신상분교는 대한민국 경상북도 상주시 낙동면 영남제일로 841 (신상리)에 있었던 공립 초등학교이다.

## 연혁
- 1971년 9월 1일 낙동국민학교 신상분교장
- 1973년 3월 1일 신상국민학교 개교
- 1994년 3월 1일 낙동국민학교 신상분교로 격하
- 1996년 3월 1일 낙동초등학교 신상분교
- 1998년 3월 1일 폐교